# 馬雷克·本達
馬雷克·本達（1968年11月10日—）是捷克公民民主黨的政治人物，現為捷克众议院中擔任議員期間最長的議員。其父為20世紀捷克的政治活動家瓦茨拉夫·本达。

## 生平
本達於1968年出生於捷克斯洛伐克布拉格，1988年－1990年就讀查理大學數學與物理學學院，天鵝絨革命期間輟學參與政治，後一度轉至文學院就讀。2003年－2008年改入讀西波希米亚大学法律院，但未能取得法學博士學位。
本達於1990年起擔任捷克众议院議員，為捷克基督教民主黨的創黨黨員，該黨後併入公民民主黨，本達也成為公民民主黨黨員。
2023年3月，本達以捷克眾議院友台小組主席身份，隨眾議院議長艾達莫娃訪問台灣